# オーロラ殺人事件
『オーロラ殺人事件』（原題：Bear Island）は、1979年に公開されたカナダ・イギリスの映画。アリステア・マクリーンの小説『北海の墓場』を原作としている。

## ストーリー
北極圏に位置するベア島で気候変動を調べるため、様々な国籍の科学者達が集まり、調査船モーニング・ローズ号に乗り込んで調査に出発する。
海洋学者のランシングと鉱物学者のジュディスが、気象学者のゲランの指示を無視して島にあるUボート基地に足を踏み入れるが、ジュディスが雪崩に巻き込まれて命を落とす。
実は、その雪崩は何者かが爆発物を使って引き起こしていたのだった。

## キャスト
| 役名                 | 俳優                       | 日本語吹替   |
| 役名                 | 俳優                       | テレビ朝日版 |
| -------------------- | -------------------------- | ------------ |
| フランク・ランシング | ドナルド・サザーランド     | 前田昌明     |
| ヘディ               | ヴァネッサ・レッドグレイヴ | 小沢寿美恵   |
| オットー・ゲラン     | リチャード・ウィドマーク   | 大塚周夫     |
| レチンスキ           | クリストファー・リー       | 寺島幹夫     |
| ジュディス・ルービン | バーバラ・パーキンス       | 弥永和子     |
| スミシー             | ロイド・ブリッジス         | 小林勝彦     |
| ポール・ハートマン   | ローレンス・デーン         | 阪脩         |

- TV版：初回放送 1985年6月9日 テレビ朝日『日曜洋画劇場』
  - その他：千田光男、芝田清子、安田隆、小島敏彦、西村知道、平林尚三、大山高男、深見理佳

## スタッフ
- 監督：ドン・シャープ
- 製作：ピーター・スネル
- 脚本：デヴィッド・バトラー、ドン・シャープ
- 原作：アリステア・マクリーン
- 撮影：アラン・ヒューム
- 音楽：ロバート・ファーノン
- 編集：トニー・ロウアー